# Niponius substriatus
Niponius substriatus är en skalbaggsart som beskrevs av Gardner 1926. Niponius substriatus ingår i släktet Niponius och familjen stumpbaggar. Inga underarter finns listade i Catalogue of Life.